# Lespezi (Constanța)
Lespezi (antiguamente Techechioi) es una localidad rumana de la comuna de Dobromir, en el condado de Constanța.

## Toponimia
El antiguo nombre del lugar puede encontrarse escrito con grafías como Teche-Chioi, Tekekiói y Techechioi. Pasó a llamarse Lespezi.

## Historia
Hacia finales del siglo XIX, la localidad, que ya por entonces pertenecía al condado de Constanța, formaba parte de la comuna de Enișenli, y tenía contabilizada una población de 321 habitantes.
En la segunda mitad del siglo XX había pasado a formar parte de la comuna de Dobromir. En el censo de 2021 la localidad tenía una población de 594 habitantes.